# Steve Nash

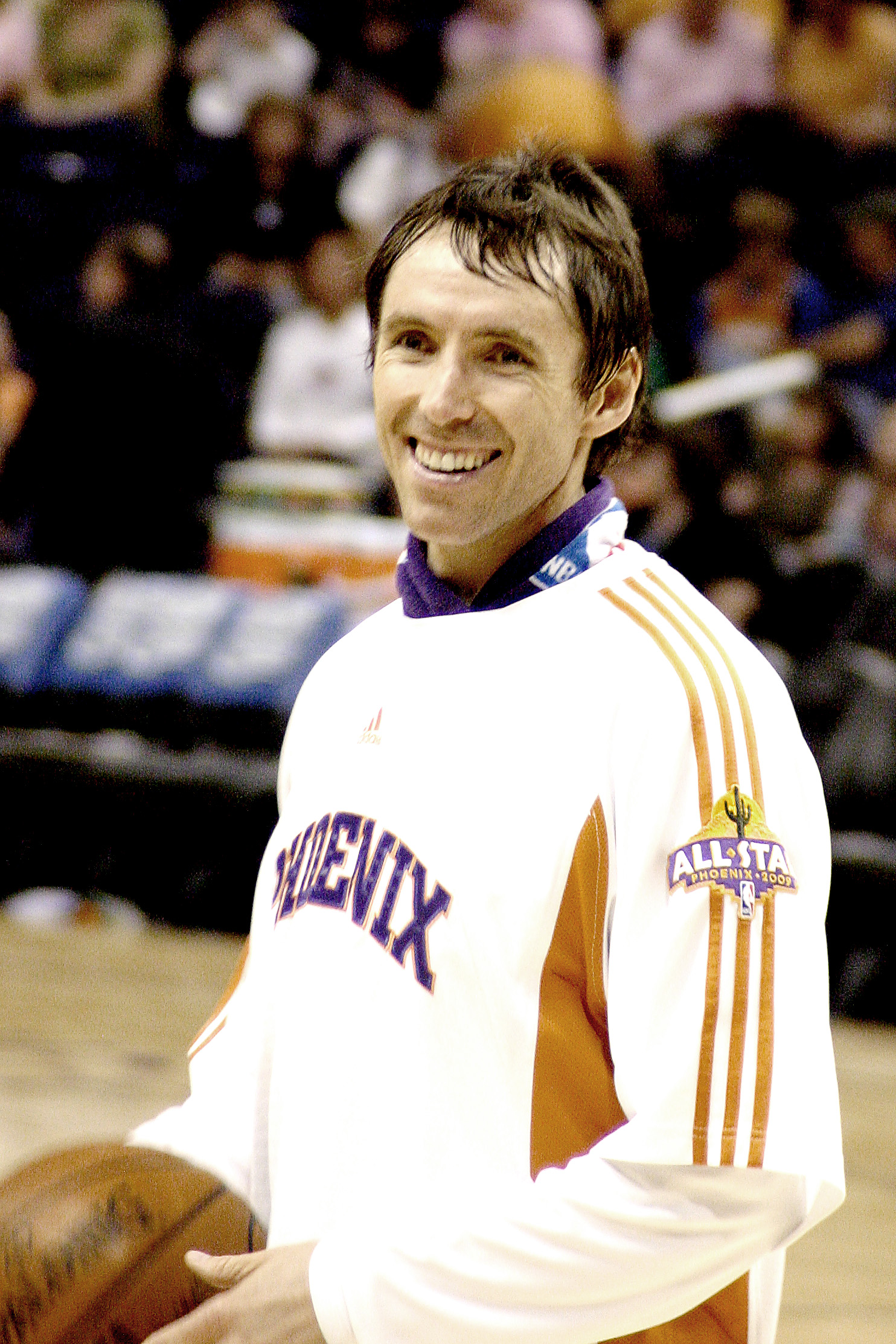
Steve Nash va guanyar el MVP de la lliga durant 2 anys consecutius.

Stephen (Steve) John Nash (nascut el 7 de febrer de 1974 a Johannesburg, Sud-àfrica). Es un exjugador professional canadenc de l'NBA. Ha sigut 8 vegades All-Star i 7 vegades escollit com a jugador l'equip All-NBA. Nash ha sigut escollit dos vegades consecutives com a MVP. Aquestes dues distincions les va aconseguir en les temporades 2004-2005 i 2005-2006 mentre jugava als Phoenix Suns. Actualment és Consultor de Desenvolupament de Jugadors dels Golden State Warriors i és el General Manager de la selecció nacional del Canadà.
Després d'una existosa carrera en l'àmbit del bàsquet escolar a British Columbia, Nash va entrar a la Universitat de Santa Clara de Califòrnia. En les 4 temporades que va militar a l'equip universitari, conegut com a Broncos, l'equip va aconseguir 3 classificació pel torneig NCAA i, Nash, va ser nomenat dues veages com el millor jugador de la coferencia de la costa Oest. Nash va aconseguir graduar-se a la Universitat de Santa Clara obtenint el record de máxim assistent en tota l'historia de l'equip universitari. Més tard, va entrar el Draft de l'NBA del 1996, el qual va ser escollit en l'elecció 15 pels Phoenix Suns . Juntament amb Nash, en aquesta classe de draft, van ser escollides les que, posteriorment van ser futures estrelles com Kobe Bryant, Allen Iverson, Ray Allen o Peja Stojakovic entre d'altres.
Després de dos temporades en que va fer actuacions discretes, va ser traspassat a Dallas Mavericks. Després de quatre temporades en l'equip de Dallas, va ser escollit per primer per disputar l'All Star Game i, també, en la mateixa temporada, va ser escollit en l'equip All-NBA juntament amb els seus companys d'equip Dirk Nowitzki i Michael Finley. La temporada següent, Nash i Nowitzki van liderar l'equip de Dallas a aconseguir una plaça a la final de la Conferencia Oest, la qual van perdre contra els San Antonio Spurs per un resultat de 4-2. Després de la temporada 2003-2004, Steve Nash va ser declarat agent lliure. Posteriorment, va decidir retornar al seu equip d'origen: els Phoenix Suns.
Durant la temporada 2004-05, Nash i els Suns van classificar-se a la finals de la Conferencia Oest: Aquell mateix any, van tornar a enfrontar-se novament contra els Spurs de San Antonio qui, novament, van revalidar l'anell de campions per segon cop consecutiu. Paral·lelament, Nash va ser nomenat MVP per primer cop amb un percentatge d'un 50,2% en tirs de camp, 43,1% en tirs de tres, un 88,7% en tirs lliures i amb una mitja de 15,5 punts i 11,5 assistències per partit. La temporada posterior, Nash va ser novament guanyador del títol de MVP, aquest cop millorant els seus percentatges: un 51,2% en tirs de camp, 43,9% en llançaments des de la línia de tres i un 92.1% en tirs lliures. Aquests percentatges el van introduir per primer com en el grup denominat com el club del 50-40-90. També, en la mateixa temporada, va mantenir unes estadístiques de 18,8 punts per partit i una mitjana de 10,5 assistències per partit.
L'any 2006, la cadena americana ESPN va nombrar a Steve Nash com el novè millor base de tota la història. La revista Time va col·locar a Nash dins la llista de les 100 persones mes influents de l'any 2006 gràcies a les seves contribucions filantròpiques.

## Biografia
Stephen (Steve) John Nash va néixer el 7 de febrer de 1974 a Johannesburg, Sud-àfrica).
Els seus pares es van traslladar quan ell tenia menys de dos anys al Canadà. La seva família està molt relacionada amb el món de l'esport. El seu pare, John, va ser un jugador de futbol de la lliga professional de Sud-àfrica, i la seva mare, Jean, era membre de la selecció anglesa de netball. El seu germà Martin ha estat internacional 33 cops amb la selecció canadenca de futbol, i la seva germana, Joann, va ser la capitana de l'equip de futbol de la Universitat de Victoria durant tres temporades.

## Carrera
- Secondary School i University School
- Phoenix Suns
- Dallas Mavericks
- Phoenix Suns
- Los Angeles Lakers